# Srebrna kula
Srebrna kula – pocisk do broni palnej wykonany ze srebra, według wiedzy ludowej skuteczny w zwalczaniu wilkołaków, wampirów i innych potworów. Kule te często były sprzedane w zestawach do zabijania wampirów (Vampire Killing Kits) w XIX wieku. Następnie zaprzestano sprzedaży i produkcji, około roku 2012 firma Coonan wypuściła do sprzedaży srebrne kule.
Wśród wampirologów nie ma zgodności, czy kula musi być cała srebrna, czy wystarczy, że będzie tylko posrebrzana (mniejszy koszt srebra, które jest dość drogie w porównaniu z ołowiem). Srebro ma mniejszą gęstość od ołowiu, a ten parametr jest ważny przy pociskach (destrukcyjna energia kinetyczna zależy też od masy). Brak jest też dobrych badań balistycznych srebrnych pocisków. Z jednego z opracowań testów empirycznych chałupniczo wykonanych pocisków wynika, że srebro jest trwalsze i nie dopasowuje się do lufy powodując tym samym o wiele mniejszą celność oraz gwintowana lufa ma problem z nadaniem srebrnemu pociskowi ruchu wokół osi (co też zmniejsza celność bo wirujący pocisk ma stabilniejszy tor lotu). Test na żelu balistycznym wykazał mniejsze obrażania od kuli srebrnej w porównaniu z kulą ołowianą. Srebrne kule też testowano w programie Pogromcy mitów w 2007 i 2012.